# Uig (Skye)
Uig (gaelsky Ùige) je vesnice na západním pobřeží poloostrova Trotternish v severní části ostrova Skye ve Vnitřních Hebridách. Administrativně přináleží do skotské správní oblasti Highland. Význam má především z hlediska lodního spojení mezi Vnitřními a Vnějšími Hebridami.

## Původ názvu a poloha sídla
Jméno sídla pochází ze staronorského výrazu vík, což znamená záliv nebo zátoka. Podobné kořeny má například jméno městečka Wick na severním pobřeží Skotska, Vik v oblasti Sogn a Fjordane na západě Norska nebo Vík í Mýrdal na Islandu. Uig se nachází v zálivu poblíž ústí řek Rha a Conon do moře. Tyto řeky pramení v oblasti horského pásma Trotternish Ridge v nadmořské výšce kolem 400 metrů a na svém toku se vyznačují četnými vodopády.

## Architektonické zajímavosti
Zhruba dva kilometry jižně od obce, naproti přístavu v Uigu, se mezi silnicí A87 a mořským pobřežím nachází tzv. Uig Tower, známá též jako Captain Fraser's Folly.

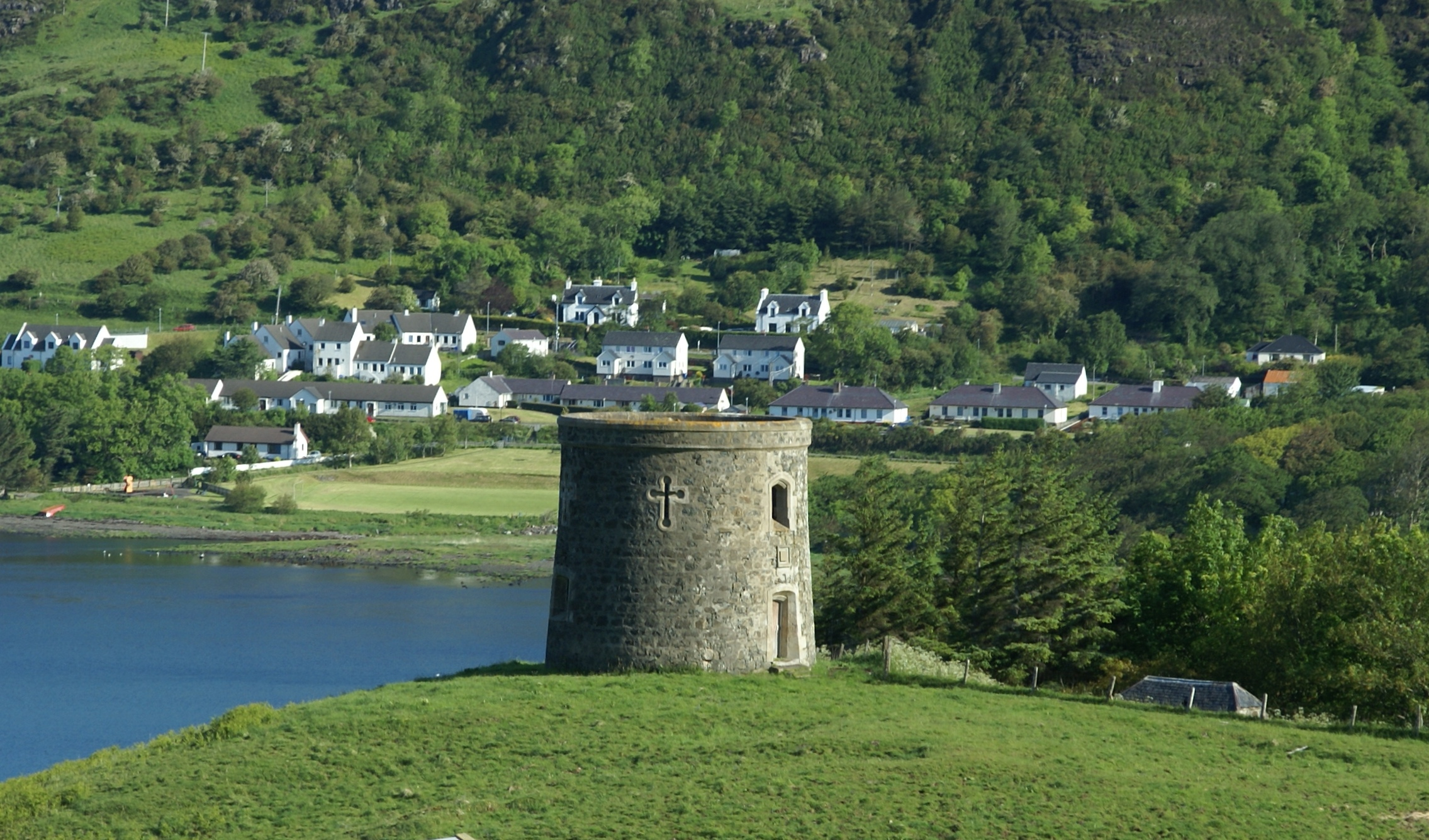
Uig Tower, věž Williama Frasera

Tato stavba je viditelnou připomínkou tragického období vysídlování obyvatel Skotské vysočiny (Highland Clearances) v období 18. a 19. století. Důstojník William Fraser získal hospodářství Kilmuir Estate v roce 1855 a kolem roku 1860 nechal postavit kamennou věž v místech, kam Fraserovi nájemci pozemků museli přicházet platit nájemné. Stavba napodobuje normanský sloh a místo oken má jen úzké štěrbiny ve tvaru kříže a střílny. V době stavby věže William Fraser bydlel ve velkém domě Uig Lodge, který však byl zničen při povodních v roce 1877 (v době ukončení Highland Clearances). Věž později sloužila i jako obytný dům, v 50. letech 20. století však byla opuštěna.
Asi 6 km na sever od Uigu se mezi silnicí A855 a pobřežím nacházejí pozůstatky zaniklého kláštera Eillean Chaluim Chille, o něco dále pak keltská mohyla Carn Liath a zbytky pevnosti Dún Liath. 

## Dopravní spojení

### Pozemní komunikace
Směrem na jih má přístav ve Uigu spojení po silnici A87 do správního centra ostrova Portree a dále pak na jih do Kyleakinu a po mostě Skye Bridge do Kyle of Lochalsh na pevnině. Po silnici A87 je zajišťována veřejná doprava nejen místními autobusy, ale používají ji také dálkové spoje společnosti Scottish Citylink z Fort Williamu a Glasgowa. Na sever z Uigu vede silnice A855, která obchází nejsevernější výběžek poloostrova Trotternish a přes Flodigarry se stáčí na jih do Portree.

### Lodní doprava
Z přístavu ve Uigu odjíždějí trajekty do jednotlivých destinací souostroví Vnější Hebridy. Společnost Caledonian MacBrayne zajišťuje pravidelné spoje do Tarbertu na ostrově Harris a do Lochmaddy na ostrově North Uist.

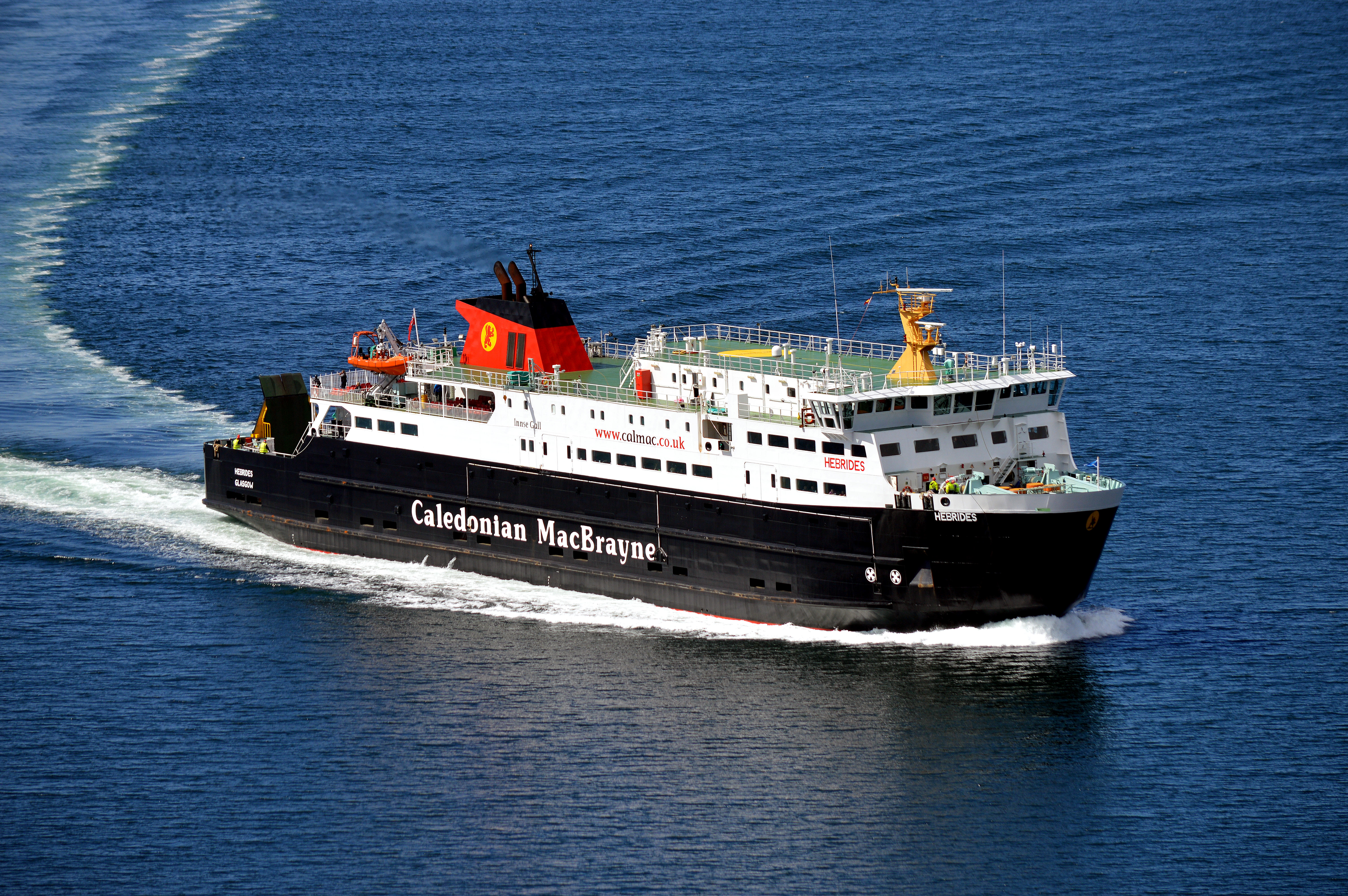
MV Hebrides, vlajková loď společnosti CalMac, připlouvá do Uigu